# Wilhelm Winter (Politiker, 1803)
 Wilhelm Johann Carl August Winter (* 1. Dezember 1803 in Dillenburg; † 6. März 1895 auf Gut Elmshausen bei Elmshausen) war ein Gutsbesitzer, Regierungspräsident und Reichstagsabgeordneter.

## Leben
Wilhelm Winter besuchte von 1811 bis 1817 die Dillenburger Lateinschule und von 1817 bis 1820 das Gymnasium in Weilburg. Er studierte anschließend ab Mai 1820 Rechtswissenschaften in Marburg, Bonn und Göttingen. Am 8. April 1824 legte er das Staatsexamen ab und wurde als Accessist im herzoglich-nassauischen Amt in Hadamar angestellt, später war er in gleicher Eigenschaft bis 1832 an den Ämtern in Idstein, Limburg und Eltville und Wallmeroth. Von 1832 bis 1836 war er als Amtssekretär in Wallmeroth und Diez und von 1836 bis 1839 als Assessor und Kollegialmitglied am Hessisch Nassauischen Hof-Appellationsgericht in Usingen tätig. Von 1839 bis 1854 war er als Amtmann bei den Ämtern in Königstein und Wiesbaden (ab 1843 mit dem Titel Justizrat, ab 1849 mit dem Titel Justizamtmann), von 1854 bis 1861 als Oberappellationsrat in Wiesbaden, von 1861 bis 1865 als Direktor des Hof- und Appellationsgerichts in Dillenburg. Ab 1862 war er auch Mitglied der Bundeskommission für den Entwurf einer Zivilprozessordnung in Hannover. Er schrieb später u. a. Erläuterungen zu dem Entwurfe einer allgemeinen Zivilproceßordnung für die deutschen Bundesstaaten.
Von 1865 bis 1. August 1866 war er Präsident der herzoglich-nassauischen Landesregierung in Wiesbaden. Nach der Annexion Nassaus durch Preußen legte er sein Amt nieder und wohnte auf dem Gut Elmshausen, das er 1856 vom großherzoglich hessischen Geheimen Rat Friedrich von Breidenbach geerbt hatte. Nach seinem Tod erbten seine Neffen Gustav und Wilhelm Winter das Gut, deren Nachfahren es heute noch besitzen.

## Abgeordneter
1868 wurde er von den größeren Grundbesitzern des Kreises Biedenkopf zum Mitglied des Kreistages, von diesem zum Mitglied des Nassauischen Kommunallandtags gewählt, wo er auch von 1868 bis 1875 den Vorsitz innehatte. Im Landtag hat er 1868 und 1869 den Kreis Biedenkopf, 1870 bis 1871 den Ober-Westerwald-Kreis vertreten. Im Preußischen Abgeordnetenhaus gehörte er von 1868 bis 1873 der konservativen Fraktion an.
Von 1871 bis 1874 war er Mitglied des Deutschen Reichstags für die Konservative Partei für den Reichstagswahlkreis Regierungsbezirk Wiesbaden 5 (Dillenburg-Herborn).

## Familie
Wilhelm Winter, der evangelischen Glaubens war, war der Sohn des Kammerrates Wilhelm Adolf Winter (1767 – 12. Mai 1821) und dessen Frau Friederike Marie Sophie geborene Meyerhof. Er war mit Henriette Alexandra Caroline Auguste geborene Pagenstecher verheiratet. Seine Frau wurde am 1. Januar 1806 in Usingen als Tochter des Weilburger und Usinger Amtmanns und geheimen Regierungsrates Hermann Jacob Pagenstecher (* 21. November 1765 in Siegen; † 27. August 1836 in Usingen) und dessen Frau Maria Cornelia geborene Wachter (* 16. November 1779 in Usingen; † 18. Dezember 1836 ebenda) geboren und starb am 28. April 1886 in Elmshausen.